# Aiterbach (Allershausen)

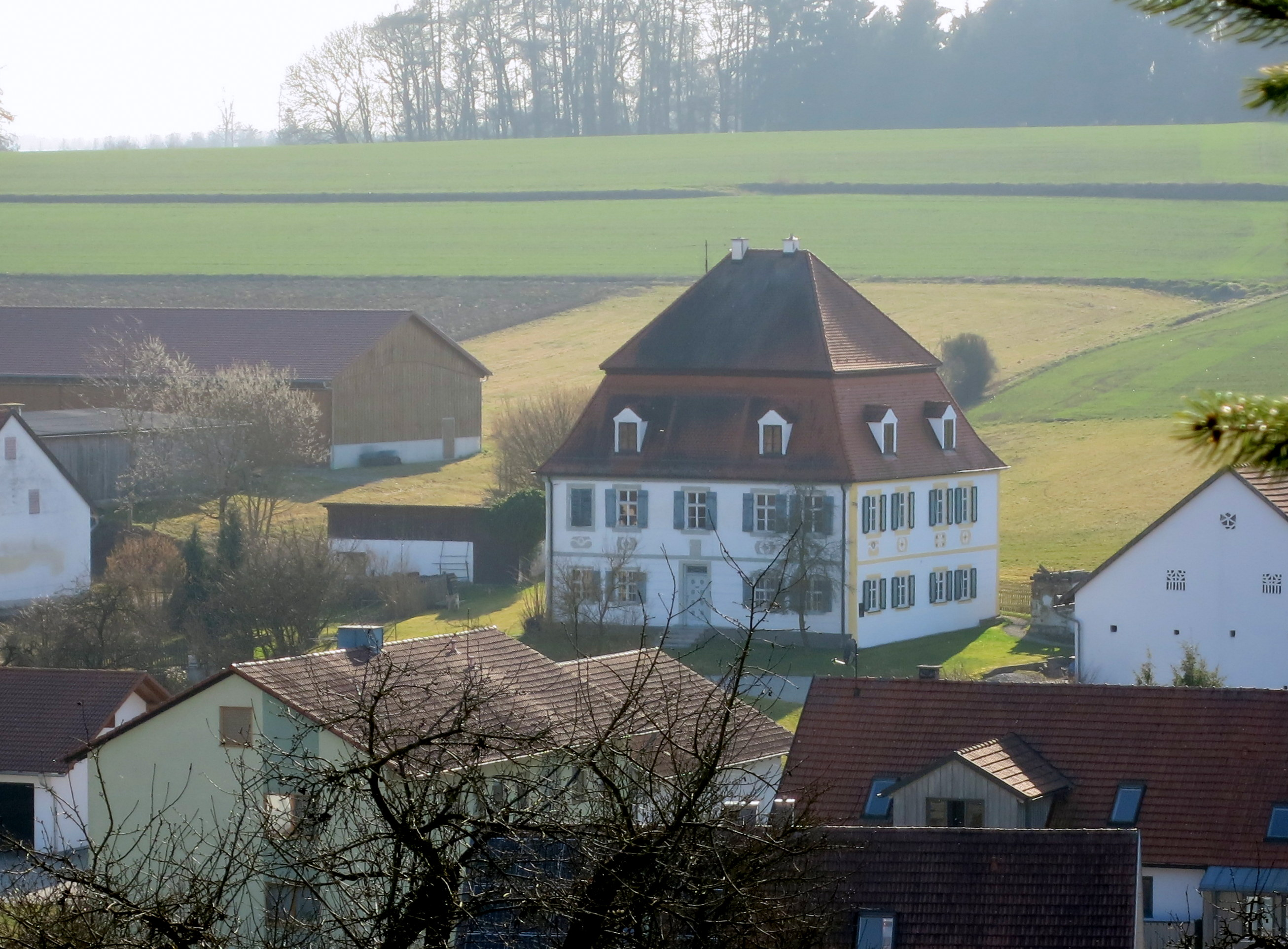
Schloss Aiterbach ist heute in Privatbesitz, ein liebevoll renoviertes Baudenkmal

Ortsblatt der ehemaligen Gemeinde Aiterbach von ca. 1810

Aiterbach ist ein zur Gemeinde Allershausen gehöriges Kirchdorf im westlichen Landkreis Freising (Oberbayern). 

## Lage
Der Ort liegt in einem Seitental der Amper, etwa drei Kilometer nördlich von Allershausen. Das Dorf wird vom Bach Atter (amtsdeutsch „Aiterbach“) durchflossen und liegt auf 450 m ü. NHN.

## Geschichte

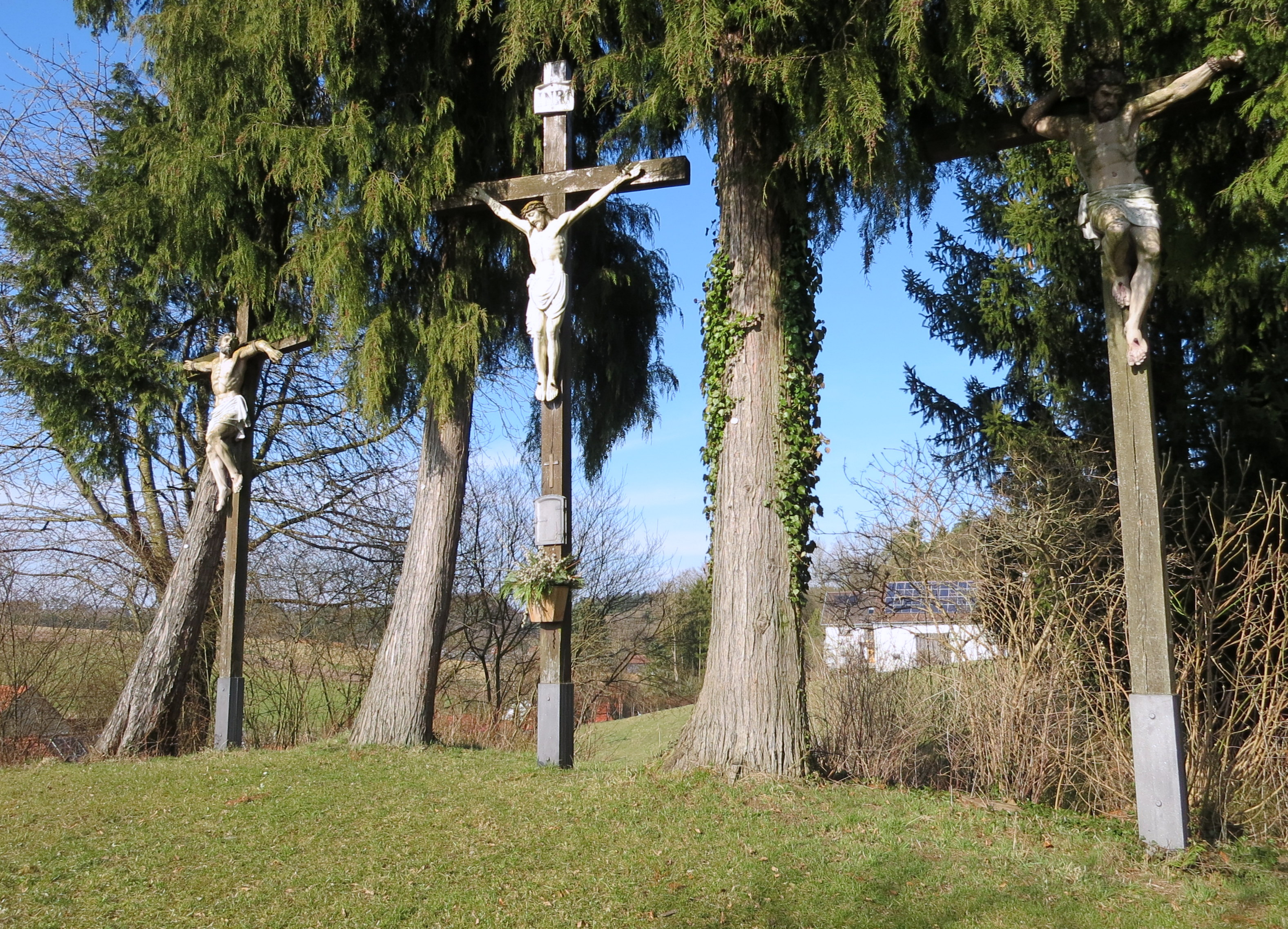
Der Kalvarienberg ist weithin bekannt

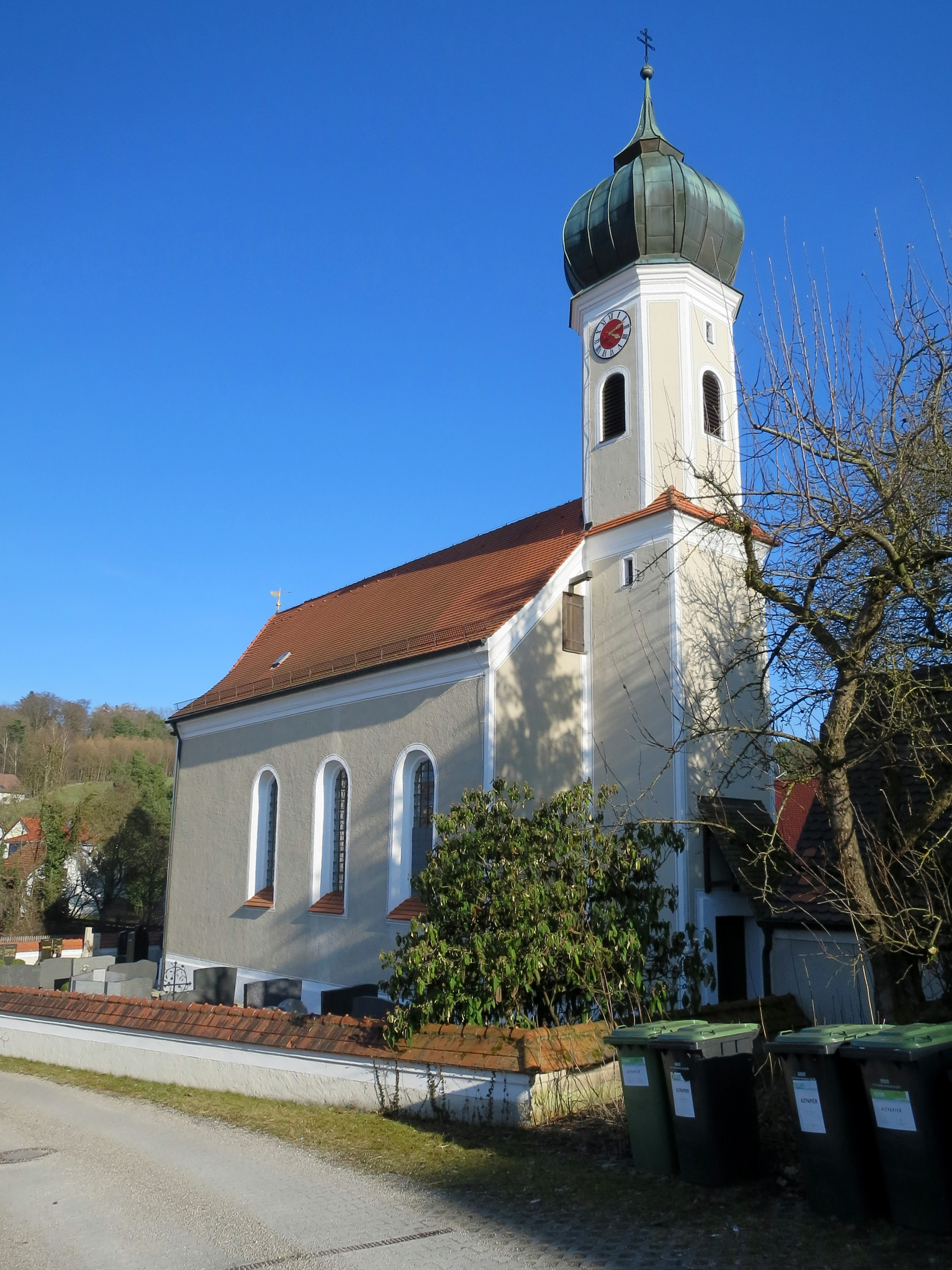
Dorfkirche St. Brictius

Der Ortsname leitet sich nach Freudensprung von den Ottern ab, also Bach mit Ottern.
Die erste Nennung Aiterbachs erfolgte in einer Schenkungsurkunde des Herzog Tassilo III. aus dem Jahre 782 als Aittarpah, andere Quellen belegen eine Schenkung zur gleichen Zeit an den Freisinger Bischof Arbeo. 850 tauscht Bischof Anno von Freising Grundstücke in Eitarpah. Im 11. Jahrhundert besaßen die Grafen von Ebersberg Güter in Aiterbach als Lehen von den Welfen, die nach dem Aussterben der Ebersberger die Besitzungen übernahmen. Um 1180 tauchen dann Wittelsbacher Ministeriale auf, die sich nach Aiterbach benannten. Im 13. Jahrhundert herrschten die Massenhauser zu Aiterbach. Nach deren Aussterben im Mannesstamm fiel das Gebiet an den bairischen Herzog, der es um 1490 an Jörg Preysinger von Kopfsberg veräußerte. Ab dem 15. Jahrhundert wird von einer geschlossenen Hofmark Aiterbach gesprochen. Der östlich des Aiterbaches gelegene Teil unterstand dem Landgericht Moosburg, der westlich gelegene dem Landgericht Kranzberg. Das westliche Gebiet gehörte zum Amt Allershausen, das östliche zum Amt Siechendorf. Mitte des 16. Jahrhunderts erwarben die Freiherrn von Püring zu Kammerberg die Hofmark. Während des Dreißigjährigen Krieges wurde der Ort fast völlig entvölkert. Um 1760 bestand die westliche Hälfte aus 38 Anwesen, ein Hofmarkschloss und einer Filialkirche der Pfarrei Allershausen und die östliche aus 23 Anwesen, darunter die Dorfschmiede.
Nach häufigeren Besitzwechseln kam Aiterbach zu Beginn des 18. Jahrhunderts in die Hände der Freiherren von Hörwarth. Der letzte Freiherr von Hörwarth ließ 1788 das alte Schloss auf dem Turmhügel abreißen und baute im Dorf ein neues. 1808 wurde der Landgerichtsbezirk Freising in Steuerkreise eingeteilt, von denen Aiterbach einer wurde. Der niederbayerische Landgerichtsbezirk Moosburg kam zum Isarkreis, der 1837 in Oberbayern umbenannt wurde. 1819 bildete man die Ruralgemeinde Aiterbach, der die Grenzen der ehemaligen Hofmark zu Grunde gelegt wurden. Nach Auflösung der Hofmark 1820 wurde ihrem neuen Besitzer Karl von Pellet, der 1811 die Witwe des Joseph Adolf von Hörwarth ehelichte, die Errichtung eines Patrimonialgerichts II. Klasse gestattet. 1823 wurden beide Ortsteile als Gemeinde zusammengelegt und dem Landgericht Freising zugeteilt. Das Patrimonialgericht wurde nach dem Tod des Karl von Pellet 1835 aufgelöst.
Aiterbach blieb bis zur Gemeindegebietsreform eine politisch selbstständige Gemeinde. Am 1. Juli 1971 erfolgte die Eingemeindung nach Allershausen. 1831 hatte das Dorf 174 Einwohner, im Februar 2012 waren es 281 Einwohner.

## Religion
Der größte Teil der Bewohner gehört der katholischen Kirche an. Die erstmals im Mittelalter erwähnte St. Brictius ist eine Filialkirche des Pfarrverbandes Allershausen. Die evangelischen Christen werden vom evangelisch-lutherischen Pfarramt in Oberallershausen betreut. 1846 wurde von der Dorfgemeinschaft ein Kalvarienberg errichtet.

## Kultur
In Aiterbach gibt es keine Schule mehr, alle Kinder werden im Schulverband Allershausen beschult.
Folgende Vereine sind im Ort ansässig:
- Bauernverband Aiterbach
- Dorfgemeinschaft Aiterbach
- Freiwillige Feuerwehr, gegr. 1876 mit Jugendfeuerwehr
- Jagdgenossenschaft Aiterbach
- Schützenverein Diana, gegr. 1911

Kulturell bedeutende Bauwerke: siehe unter Sehenswürdigkeiten.

## Politik
2020 wurde ein Aiterbacher in den 15-köpfigen Allershausener Gemeinderat gewählt, Markus Berchtold von den Parteifreien Wählern.

## Sehenswürdigkeiten
- Schloss Aiterbach
- Filialkirche St. Brictius
- Kalvarienberg

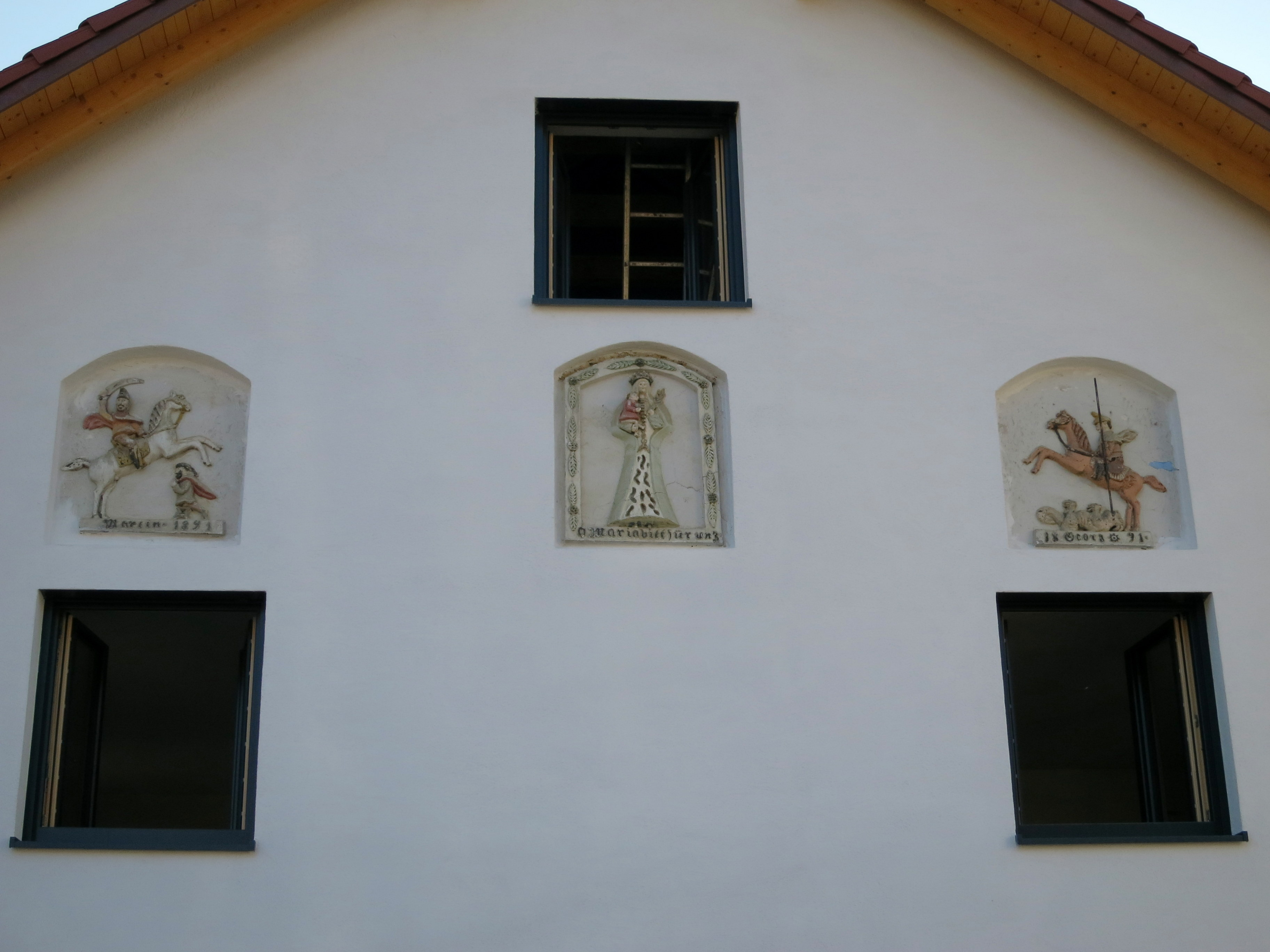
Mörtelplastiken, die drei Heilige darstellen

- Atterstr. 25: drei Heiligenreliefs am Giebel, bezeichnet mit dem Jahr 1891
- Atterstr. 51: ehemaliges Kleinbauernhaus, zweigeschossiger Greddachbau, Ende 18./Anfang 19. Jahrhundert
- Eiche mit einem BHU von 6,95 m und einer Höhe von 27 m (2015).[12]

Siehe Liste der Baudenkmäler in Aiterbach